# 五十嵐陽介
五十嵐 陽介（いがらし ようすけ）（1976年 - ）は、日本の言語学者。学位は博士（言語学）。国立国語研究所教授。

## 研究
日琉語族内の言語ないし方言の分岐過程に関して2016年より以下のような新説を提示している：
- 旧説：「日琉語族は、初めに日本語と琉球語に分かれた」
- 新説[* 1]：「日琉語族[* 2]は、初めに九州などの方言、中部・関東・東北などの方言、その他に分かれ、九州などの方言の一部から琉球語が分かれた」

## 人物
東京都稲城市生まれ、都立三鷹高校出身、躰道二段。
元々は日本語の諸方言の音声の研究をしていたが、宮古島のアクセントを調査するため現地に行った際に偶然トマ・ペラールと知り合い、話すうちに歴史言語学が面白いと感じ日本語の歴史の研究を始めた旨、対談で語っている。